# Museum für Architektur und Ingenieurkunst NRW
Das Museum für Architektur und Ingenieurkunst (M:AI ) ist ein Projekt der Landesinitiative StadtBauKultur NRW. Es ist ein mobiles Forum der Präsentation von Baukultur in Nordrhein-Westfalen. Die Aktivitäten sind Ausstellungen, Publikationen, temporäre Aktionen und künstlerische Interventionen. 

## Ziele
Das M:AI Museum für Architektur und Ingenieurkunst NRW wurde 2005 als mobiles Forum zur Präsentation und Reflexion von Architektur und Ingenieurkunst gegründet. Es besitzt kein festes Ausstellungshaus. Aufgaben des M:AI sind Präsentation und Vermittlung von Baukultur in Nordrhein-Westfalen. Architektur und Ingenieurkunst werden gemeinsam betrachtet. Das M:AI greift aktuelle Architekturthemen und Diskussionen in NRW auf und betrachtet sie in nationalen und internationalen Zusammenhängen. Die Ausstellungen finden meist in Bauwerken statt, die einen inhaltlichen Bezug zum jeweiligen Thema haben. Neben Ausstellungen führt das M:AI Vortragsveranstaltungen durch und publiziert Bücher zu Architekturthemen.

## Partner
Partner sind die Architektenkammer Nordrhein-Westfalen, die Ingenieurkammer-Bau NRW, die Vereinigung der Industrie- und Handelskammern NRW sowie der Verband der Wohnungswirtschaft Rheinland Westfalen e.V. (VdW RW). Projektbezogene Unterstützung erfährt das M:AI durch die Hochschulen des Landes sowie Unternehmen aus der Wertschöpfungskette Bauen. Das M:AI ist Partner des internationalen Zusammenschlusses der Architekturmuseen, -zentren und -institute und wird durch Architekten und Ingenieure beraten.
Gegenstand der M:AI-Präsentationen sind Architektur und Ingenieurkunst, Planung, Städtebau und Urbanismus, Garten- und Landschaftsbau.